# Csongrád (vignoble)
Csongrád est une région viticole hongroise située dans le comitat de Csongrád-Csanád.